# Eudoros (Sohn des Hermes)
Eudoros (altgriechisch Εὔδορος Eúdoros) ist eine Gestalt der griechischen Mythologie.
Laut Homer war Eudoros der Sohn des Hermes und der Polymele, der Tochter des Phylas. Nachdem seine Mutter den Echekles geheiratet hatte, wurde Eudoros von seinem Großvater erzogen. Als Erwachsener war Eudoros einer der fünf Heerführer der Myrmidonen vor Troja, gehörte also zu dem von Achilleus geführten Kontingent im Trojanischen Krieg. Bei Homer war Eudoros eine kriegerische und glänzende Gestalt, ein überaus schneller Läufer und ebensolcher Kämpfer.
Während das weitere Schicksal des Eudoros bei Homer offenbleibt, gibt Eustathios von Thessalonike in seinem Kommentar zur Odyssee an, dass in der erweiterten Version der Ilias von Timolaos von Larisa aus dem 3. Jahrhundert v. Chr. Achilleus selbst Eudoros zum Schutz und als Warner (μνήμων mnḗmōn) des Patroklos beim Kampf um die Schiffe eingeteilt hatte. Doch in den ersten Kampfhandlungen wurde er von dem Paionier Pyraichmes getötet, woraufhin Patroklos als ersten den Pyraichmes tötete, wie es auch die Ilias überliefert.
Möglicherweise steckt hinter Eudoros, dem Geber guter Gaben, eine Hypostase des Hermes, der selbst als der Geber guter Gaben, vor allem des Reichtums, aber auch der Gesundheit verehrt wurde. Zumindest weist die ausführliche Darstellung seiner Genealogie bei Homer, die sich über 14 Zeilen erstreckt, obwohl er danach im homerischen Werk keine weitere Erwähnung findet und auch in folgenden Gestaltungen mythischer Stoffe kaum eine Rolle spielt, auf einen vorhomerischen Heros hin.